# Vụ ám sát Abe Shinzō
Abe Shinzō, cựu thủ tướng Nhật Bản và là thành viên đang làm việc của Chúng Nghị viện (Hạ viện Nhật), đã bị ám sát vào ngày 8 tháng 7 năm 2022 khi đang phát biểu tại một sự kiện chính trị ở ngoài Nhà ga Yamato-Saidaiji tại thành phố Nara, tỉnh Nara. Trong khi đang phát biểu vận động chiến dịch thay mặt cho một ứng cử viên Đảng Dân chủ Tự do, ông bị bắn từ đằng sau ở cự ly gần bằng một khẩu súng cầm tay được chế tạo ở nhà. Abe sau đó được chở bằng trực thăng y tế đến Bệnh viện Đại học Y Nara, nơi ông được tuyên bố là đã qua đời.
Nghi phạm, Yamagami Tetsuya (tiếng Nhật: 山上 徹也), 41 tuổi vào thời điểm xảy ra vụ ám sát, đã bị bắt giữ tại hiện trường vì cố gắng giết người, sau đó buộc tội được sửa lại thành giết người. Yamagami nói với các nhà điều tra rằng anh thù hằn với Giáo hội Thống Nhất vì khiến mẹ anh bị phá sản và đã bắn Abe vì tin rằng ông có mối liên hệ với nhóm tôn giáo này. Anh cũng cáo buộc Abe đã gia tăng sức ảnh hưởng của nhà thờ này tại Nhật Bản.
Các nhà lãnh đạo từ nhiều nước đã khen ngợi những thành tựu của Abe, đồng thời bày tỏ sự bàng hoàng và đau buồn trước cái chết của ông. Ông là cựu thủ tướng Nhật Bản đầu tiên bị ám sát kể từ sau khi Saitō Makoto và Takahashi Korekiyo bị giết trong Sự kiện 26 tháng 2 vào năm 1936.

## Bối cảnh

### Mối quan hệ giữa Abe và Giáo hội Thống Nhất
Abe Shinzō, cũng như cha ông, Abe Shintaro và ông ngoại ông, Kishi Nobusuke, có quan hệ lâu đời với Giáo hội Thống Nhất, một phong trào tôn giáo mới gây tranh cãi được Sun Myung Moon thành lập và có trụ sở tại Hàn Quốc. Moon tự xưng là một vị cứu sinh và là người chống cộng mãnh liệt, và cũng điều hành một đế chế kinh doanh (chaebol) rộng lớn của Hàn Quốc mang tên Tongil Group. Các quan chức của nhà thờ thường xuyên đến thăm nhà của Kishi bên cạnh trụ sở của nhà thờ tại Nhật. Một báo cáo năm 1978 của tiểu ban điều tra Hạ viện Hoa Kỳ cho rằng Kim Chong Pil, giám đốc cơ quan tình báo Hàn Quốc, đã thành lập nhà thờ để gây ảnh hưởng chính trị đối ngoại thay mặt Tổng thống đương thời Park Chung-hee. Nhà thờ đã được biết đến rộng rãi vì đã nhận được sự ủng hộ từ Đảng Dân chủ Tự do (LDP) kể từ nhiệm kỳ của Kishi vào cuối những năm 1950, nhưng những mối liên hệ này phần lớn không được các nhà báo Nhật Bản quan tâm.
Vào năm 2006, trong nhiệm kỳ thủ tướng đầu tiên của mình, Abe và một số bộ trưởng trong nội các đã gửi điện chúc mừng tới Liên đoàn Hòa bình Toàn cầu (UPF), một tổ chức phi chính phủ có liên quan đến nhà thờ. Mười tháng trước khi xảy ra vụ ám sát, vào tháng 9 năm 2021, Abe đã phát thanh một bài phát biểu dài năm phút như một phần của cuộc tuần hành UPF, trong đó cựu tổng thống Hoa Kỳ Donald Trump và các chức sắc nước ngoài khác có mặt.

### Hoạt động của Giáo hội Thống Nhất tại Nhật Bản
Năm 1959 chi nhánh Nhật Bản của Nhà thờ được thành lập và được chứng nhận là một tổ chức tôn giáo vào năm 1964. Cơ quan Văn hóa của Nhật Bản coi Giáo hội Thống Nhất là một tổ chức Cơ Đốc giáo.
Theo các nhà sử học, Nhật Bản đã cấp cho Giáo hội Thống Nhất 70% tổng số tiền của họ. Nhà thờ được tài trợ dựa trên cái gọi là "buôn bán tâm linh" trong nước. Steve Hassan, một cựu thành viên Giáo hội Thống Nhất, mô tả hoạt động buôn bán tâm linh là giáo dân đi rà soát bản cáo phó, đến tận nhà người ta gõ cửa và nói, "Người thân đã mất của bạn đang nói chuyện với chúng tôi, vì vậy đến ngân hàng và gửi tiền cho Giáo hội Thống Nhất đi để người thân  có thể lên thiên đàng trong thế giới tâm linh."
Năm 1987, khoảng 300 luật sư ở Nhật Bản đã thành lập một hiệp hội gọi là Mạng lưới Luật sư Quốc gia Chống Buôn bán Tâm linh (Zenkoku Benren) để giúp đỡ các nạn nhân của Giáo hội Thống Nhất và các tổ chức tôn giáo tương tự. Theo số liệu thống kê do các luật sư của hiệp hội này tổng hợp từ năm 1987 đến năm 2021, hiệp hội và các trung tâm tiêu dùng của chính quyền địa phương đã nhận được 34.537 đơn khiếu nại cáo buộc nhà thờ ép buộc mọi người phải quyên góp các khoản tiền lớn đến vô lý hoặc mua một lượng lớn vật phẩm, tổng giá trị lên tới khoảng 123,7 tỷ yên.

### Lịch trình của Abe
Ban đầu, Abe dự kiến sẽ có bài phát biểu tại tỉnh Nagano vào ngày 8 tháng 7 năm 2022 để ủng hộ Matsuyama Sanshirō, một ứng cử viên của Đảng Dân chủ Tự do (LDP) đại diện cho tỉnh trong cuộc bầu cử Thượng viện diễn ra vào ngày 10 tháng 7. Sự kiện này đột ngột bị hủy vào ngày 7 tháng 7, sau khi có các cáo buộc về hành vi sai trái và tham nhũng liên quan đến Matsuyama, và được thay thế bằng một sự kiện tương tự ở tỉnh Nara, trong đó Abe sẽ có bài phát biểu ủng hộ Satō Kei, một đảng viên LDP của Tham Nghị viện đang tái tranh cử trong tỉnh. Bộ phận LDP ở tỉnh Nara cho biết rằng lịch trình này nói chung không được công chúng biết đến, nhưng NHK đưa tin rằng sự kiện này đã được quảng bá rộng rãi trên Twitter và bằng xe tải phát thanh.
Vào khoảng 11:10 giờ JST, ngày 8 tháng 7 năm 2022, Satō bắt đầu phát biểu tại một ngã ba gần lối ra phía bắc của Ga Yamato-Saidaiji ở Nara. Abe đến nơi chín phút sau đó, và bắt đầu bài phát biểu của mình vào khoảng 11:29. Abe được hộ tống bởi các quan chức an ninh bảo vệ VIP từ Cảnh sát Thủ đô Tokyo cùng với các quan chức từ Cảnh sát Tỉnh Nara.

## Dòng thời gian

### Ám sát

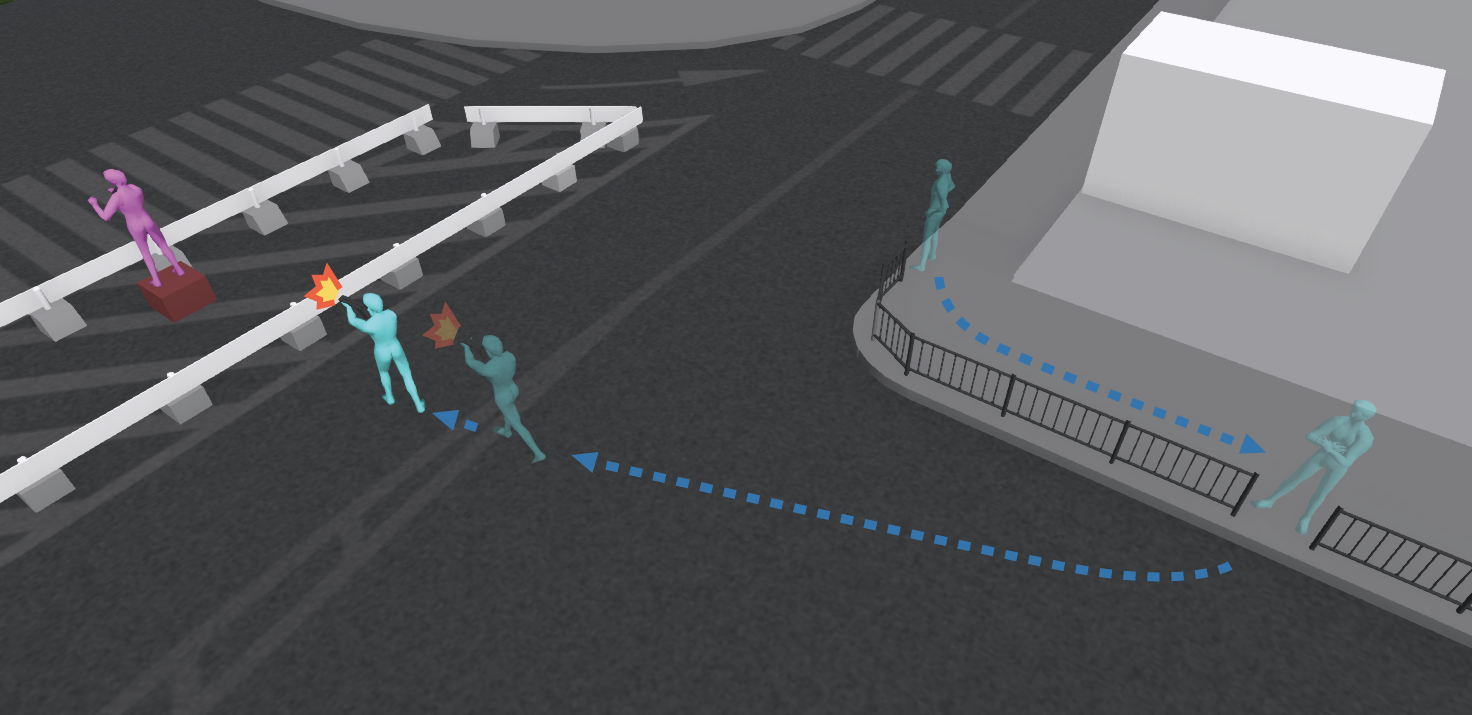
Vị trí của Abe (tím) và người bắn súng (xanh) vào thời điểm xảy ra vụ nổ súng. An ninh của Abe và những người khác không được minh họa. Bản vẽ không theo tỷ lệ.

Trong khi Abe đang phát biểu, thủ phạm bị tình nghi đã có thể tiếp cận Abe chỉ cách vài mét bất chấp sự hiện diện của nhân viên an ninh. Vào khoảng 11:30 sáng, khi Abe nói, "Thay vì nghĩ về [lý do] vì sao [Satō] không thể làm được ...", ông bị bắn hai lần từ đằng sau bằng một khẩu súng tự chế ở nhà nhìn giống với súng shotgun nòng kép ngắn. Phát súng đầu tiên đã trượt Abe, khiến ông quay lại, vào lúc đó súng đã nổ lần thứ hai, bắn trúng ông ở khu vực cổ và ngực. Abe sau đó bước tiếp phía trước vài bước, ngã gục xuống đầu gối, rồi ngã gục hoàn toàn. An ninh của Abe đã cầm chân và bắt giữ nghi phạm; nghi phạm không kháng cự.
Các nguồn từ cảnh sát nói với NHK rằng Abe ban đầu vẫn còn tỉnh táo và có thể nói chuyện ngay sau khi ông bị bắn. Một bác sỹ có mặt tại hiện trường thì nói rằng không có dấu hiệu Abe tỉnh táo. Ít phút sau đó, ông được đưa đến một bệnh viện địa phương bằng trực thăng khẩn cấp với một vết thương ở bên phải cổ và xuất huyết ở dưới ngực trái, đến nơi khoảng năm mươi phút sau khi bị bắn. Ông được đưa tin là không có dấu hiệu sinh tồn khi tới Bệnh viện Đại Học Y Nara ở Kashihara, khả năng cao là do tim phổi ông đã ngừng trước khi đến bệnh viện. Tại một cuộc họp báo tổ chức vào 14:45 cùng ngày giờ JST, Thủ tướng Kishida Fumio cho biết Abe đã ở trong tình trạng nguy kịch và "các bác sĩ [đã] làm mọi thứ mà họ có thể".
Vợ của Abe, Akie, đã vội vã đến bệnh viện sau khi rời Tokyo bằng tàu cao tốc và đến bệnh viện lúc 16:55 chiều.
Mặc dù các bác sỹ đã làm hết khả năng, ông được tuyên bố là đã chết tại bệnh viện vào 17:03 giờ JST, khoảng năm tiếng rưỡi sau khi bị bắn. Ông thọ 67 tuổi. Fukushima Hidetada, một bác sỹ tại bệnh viện, đã giải thích rằng nguyên nhân tử vong là do mất máu, mặc dù đã truyền máu trong bốn tiếng đồng hồ và truyền được 100 đơn vị máu. Fukushima Hidetada nói rằng hai viên đạn đã bắn trúng Abe, và một viên không được tìm thấy trong người ông. Khám nghiệm tử thi do cảnh sát tiến hành kết luận rằng Abe chết do mất máu sau khi một viên đạn đã làm tổn thương một động mạch dưới xương đòn ông.
Abe là cựu thủ tướng Nhật Bản đầu tiên bị ám sát kể từ sau khi Saitō Makoto và Takahashi Korekiyo bị giết trong Sự kiện ngày 26 tháng 2 vào năm 1936, và nhà lập pháp Nhật Bản đầu tiên bị ám sát sau khi Ishii Kōki bị giết bởi một thành viên từ một tổ chức cánh hữu vào năm 2002, cũng như chính trị gia Nhật Bản đầu tiên bị giết trong chiến dịch tranh cử sau Itō Icchō—thị trưởng đương thời của Nagasaki bị bắn chết trong khi đang vận động tranh cử thị trưởng vào tháng 4 năm 2007.

### Hệ quả

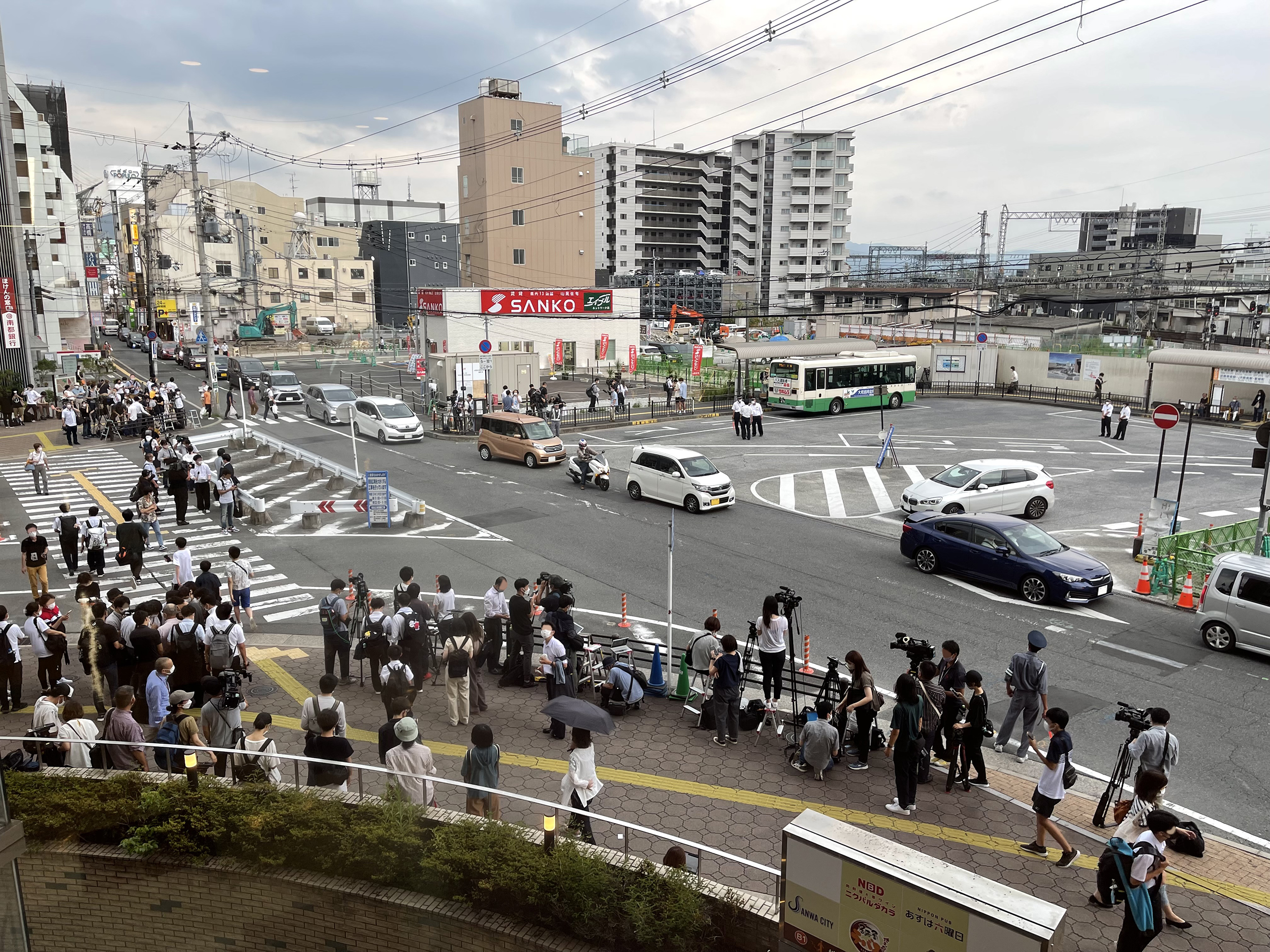
Ngã ba đường tại Nhà Ga Yamato-Saidaiji vào ngày 8 tháng 7 năm 2022, vài tiếng sau vụ nổ súng.

Vào 11:45 trưa, chính phủ Nhật thành lập một văn phòng liên lạc ở trong Trung tâm Quản lý Khủng hoảng của Văn phòng Thủ tướng. Thủ tướng Kishida Fumio, trước đó đang ở Sagae, tỉnh Yamagata để vận động tranh cử, đã hủy toàn bộ lịch trình còn lại và trở về Tokyo vào 14:29. Tất cả các thành viên khác của nội các đương nhiệm, ngoại trừ Bộ trưởng Ngoại giao Hayashi Yoshimasa đang ở Indonesia để họp Hội nghị Thượng đỉnh G20 Bali 2022, cũng đã được gọi quay trở lại Tokyo, theo như Chánh Văn phòng Nội các Matsuno Hirokazu. Kishida sau đó ra lệnh tăng cường an ninh cho những chính trị gia cấp cao tại Nhật Bản. Các quan chức từ bộ phận Cảnh sát An ninh đã được điều đến để bảo vệ góa phụ của Abe, Abe Akie, sau khi bà được chuyển đến Kyoto như một biện pháp phòng ngừa.
Hầu hết các nhà lãnh đạo chính trị đã hủy bỏ tất cả các sự kiện vận động chiến dịch vào ngày 8 tháng 7 sau cuộc tấn công. Chiến dịch vận động tiếp tục vào ngày hôm sau, ngày 9 tháng 7, với những nhà lãnh đạo của các đảng lớn tuyên bố sẽ không để cho quá trình dân chủ này bị gián đoạn. Đảng LDP sau đó đã giành được tuyệt đại đa số ghế trong Tham Nghị viện trong các cuộc bầu cử vào ngày 10 tháng 7.
NHK General TV, và bốn trong số năm mạng truyền hình thương mại lớn của Nhật Bản, đã hủy hoặc hoãn tất cả các chương trình đã lên lịch để phát các chương trình thời sự trực tiếp trong phần ngày còn lại. Bộ phim anime Teppen—!!! đã hủy tập thứ hai (dự kiến phát sóng ngày 9 tháng 7) do cốt truyện có chứa một âm mưu ám sát.
Vào ngày 16 tháng 7, 2022, một đội cảnh sát từ Cơ quan Cảnh sát Quốc gia Nhật Bản đã đến Nara để kiểm tra địa điểm mà Abe bị bắn.

### Viếng thăm
Vào khoảng 9:00 tối ngày Abe bị ám sát, cựu Thủ tướng Suga Yoshihide đã đến thăm bệnh viện. Một khoảng thời gian ngắn sau đó, Chánh văn phòng Nội các, Matsuno Hirokazu, cũng đã đến thăm bệnh viện.
Thi hài của Abe đã được khám nghiệm tử thi và rời khỏi bệnh viện cùng với người vợ góa của mình vào lúc 5:55 sáng ngày 9 tháng 7. Năm chiếc xe chở những người quen cũ của Abe trong môi trường chính trị, trong đó có cựu Bộ trưởng Quốc phòng Inada Tomomi, đã tham gia vào đoàn xe hộ tống thi hài cựu Thủ tướng về quê nhà ở Tokyo. Lúc 13:35, đoàn tháp tùng đã đến nhà của Abe ở Tokyo cùng với cố Thủ tướng. Khi họ đến nơi, Takaichi Sanae, Chủ tịch Hội đồng Nghiên cứu Chính sách LDP,  Fukuda Tatsuo, Chủ tịch Đại hội đồng Đảng LDP và Hieda Hisashi, Chủ tịch Tập đoàn Truyền thông Fujisankei và một người bạn của Abe, đã tiếp đón họ. Sau đó, Kishida đã đến thăm để chia buồn, và các cựu Thủ tướng Mori Yoshirō và Koizumi Junichiro, Hosoda Hiroyuki (Chủ tịch Hạ viện Nhật), Santō Akiko (Nghị trưởng Thượng viện Nhật), Nikai Toshihiro (cựu Tổng thư ký Đảng LDP), Hagiuda Kōichi (trợ lý thân cận của Abe và Bộ trưởng Kinh tế, Thương mại và Công nghiệp), Saito Tetsuo (một chính trị gia thuộc Đảng Komeito và Bộ trưởng Đất đai, Hạ tầng, Giao thông và Du lịch), và Koike Yuriko (Thống đốc Tokyo) cũng đã đến thăm để chia buồn.

### Tụ tập và tang lễ

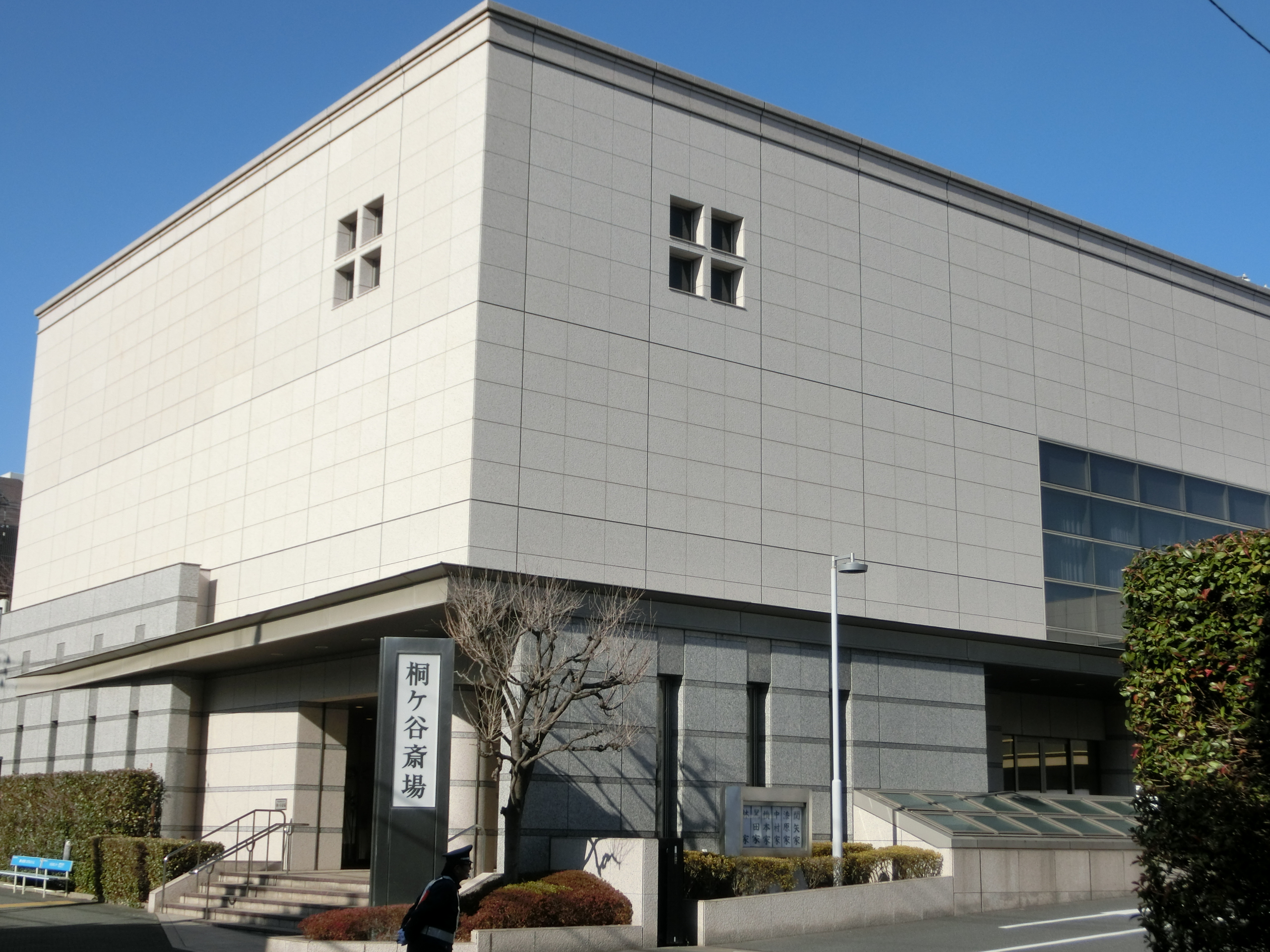
Nhà Tang lễ Kirigaya, nơi Abe được hỏa táng

Chiều ngày 11 tháng 7, linh cữu của Abe được chuyển đến chùa Zōjō-ji ở công viên Shiba, quận Minato, Tokyo, từng là nơi an táng một số vị shogun phong kiến. Một lễ tụ tập canh linh cữu của Abe bắt đầu lúc 6:00 chiều. Hơn 2.500 người đã tham dự, theo Đảng LDP.
Một lễ tang theo nghi thức Phật giáo cho Abe đã diễn ra tại chùa Zōjō-ji vào ngày hôm sau. Tang lễ, được tiến hành bởi các nhà sư theo truyền thống Jōdō-shū, chỉ có gia đình Abe và một số người khác từ Đảng LDP tham dự. Sau tang lễ, linh cữu của Abe được rước qua quận Nagatachō với đám đông người theo dõi lễ rước từ vỉa hè. Linh cữu được rước qua Tòa nhà Hội trường Dân chủ Tự do, Tòa Nghị sự Quốc hội và văn phòng chính thức của Thủ tướng, trước khi được đưa đến Nhà Tang lễ Kirigaya ở quận Shinagawa để hỏa táng. Trong tang lễ, Abe đã nhận được một pháp danh nhằm ghi nhận cuộc đời của ông trên chính trường. Một buổi lễ tiễn biệt dự kiến sẽ được tổ chức sau tang lễ và thời gian để tang truyền thống 49 ngày. Vị trí dự kiến nằm trong quận 4 Yamaguchi và ở trong Tokyo.
Nội các Nhật Bản chính thức quyết định sẽ tổ chức quốc tang vào ngày 27 tháng 9 tại Nippon Budokan. Kế hoạch tổ chức quốc tang của Abe đã vấp phải nhiều tranh cãi, đặc biệt là từ các nhà lãnh đạo phe đối lập và công chúng. Người ta đã chỉ trích đảng cầm quyền của Kishida muốn chính trị hóa cái chết của Abe nhằm tôn vinh và cố gắng chấm dứt cuộc tranh luận về di sản gây chia rẽ của ông, bao gồm những chính sách ngoại giao và an ninh của ông cũng như lập trường xét lại lịch sử thời chiến. Một nhóm dân sự phản đối kế hoạch tổ chức quốc tang của Abe đã đệ trình yêu cầu Tòa án quận Tokyo đình chỉ quyết định của Nội các.

## Nghi phạm
Yamagami Tetsuya (山上徹也), một người đàn ông 41 tuổi đến từ Thành phố Nara, đã bị Cảnh sát Tỉnh Nara bắt giữ vì bị tình nghi là đã cố gắng giết người; cáo buộc đã nâng cấp lên thành giết người sau khi Abe bị tuyên là đã chết. Yamagami được chuyển đến Đồn Cảnh sát Tây Nara sau khi bị bắt giữ. Anh được mô tả là bình tĩnh và không cố gắng chạy trốn. Yamagami không có tiền án trước khi xảy ra vụ việc. Tính đến ngày 12 tháng 7, 2022, Yamagami chưa bị chính thức buộc tội nào, và anh vẫn đang bị tạm giam tại văn phòng công tố viên để điều tra.

## Thông tin sai lệch
Một số phương tiện truyền thông đã xác định nhầm nhà phát triển trò chơi điện tử Kojima Hideo là sát thủ. Báo cáo sai sự thật được cho là đã xuất phát từ những trò đùa trên bảng tin trực tuyến 4chan và Twitter, bị coi là sự thật và sau đó được đưa tin công khai bởi nhà chính trị gia cực hữu người Pháp Damien Rieu, hãng tin Hy Lạp ANT1 và trang web Mashregh News của Iran. ANT1 cũng đưa tin rằng nghi phạm "say mê Che Guevara". ANT1 đã tải bản phát sóng lên tài khoản YouTube của mình, nhưng sau đó đã gỡ nó. Rieu cũng đã gỡ dòng tweet ban đầu xuống và đưa ra lời xin lỗi. Công ty của Kojima, Kojima Productions, đã lên án các báo cáo sai lệch và đe dọa hành động pháp lý đối với những người tung tin đồn.

## Đe dọa bắt chước
Ba mươi phút sau vụ nổ súng, một cuộc gọi đe dọa đã gọi tới văn phòng của Matsuyama, nơi Abe ban đầu dự kiến sẽ có bài phát biểu. Một nghi phạm đã bị bắt vào ngày 9 tháng 7 vì đe dọa.
Vài giờ sau vụ nổ súng, những lời đe dọa ám sát trực tuyến đã xuất hiện ở Singapore và Đài Loan nhắm vào các nhà lãnh đạo tương ứng của họ, Thủ tướng Singapore Lý Hiển Long và tổng thống Đài Loan Thái Anh Văn. Tại Singapore, một người đàn ông 45 tuổi đã bị bắt sau khi những lời đe dọa trên mạng của anh được trình báo với cảnh sát. Ở Đài Loan, một người đàn ông 22 tuổi ở Đài Nam là nguồn gốc của lời đe dọa; anh đã bị bắt giữ tại nhà của mình ở quận Vĩnh Khang.
Thái Lan cũng thắt chặt an ninh xung quanh các quan chức chính phủ của mình và lên kế hoạch tăng cường an ninh tại hội nghị thượng đỉnh Hợp tác Kinh tế Châu Á–Thái Bình Dương sắp tới, dự kiến được tổ chức tại Băng Cốc vào ngày 17–18 tháng 11.

## Phản ứng

### Trong nước

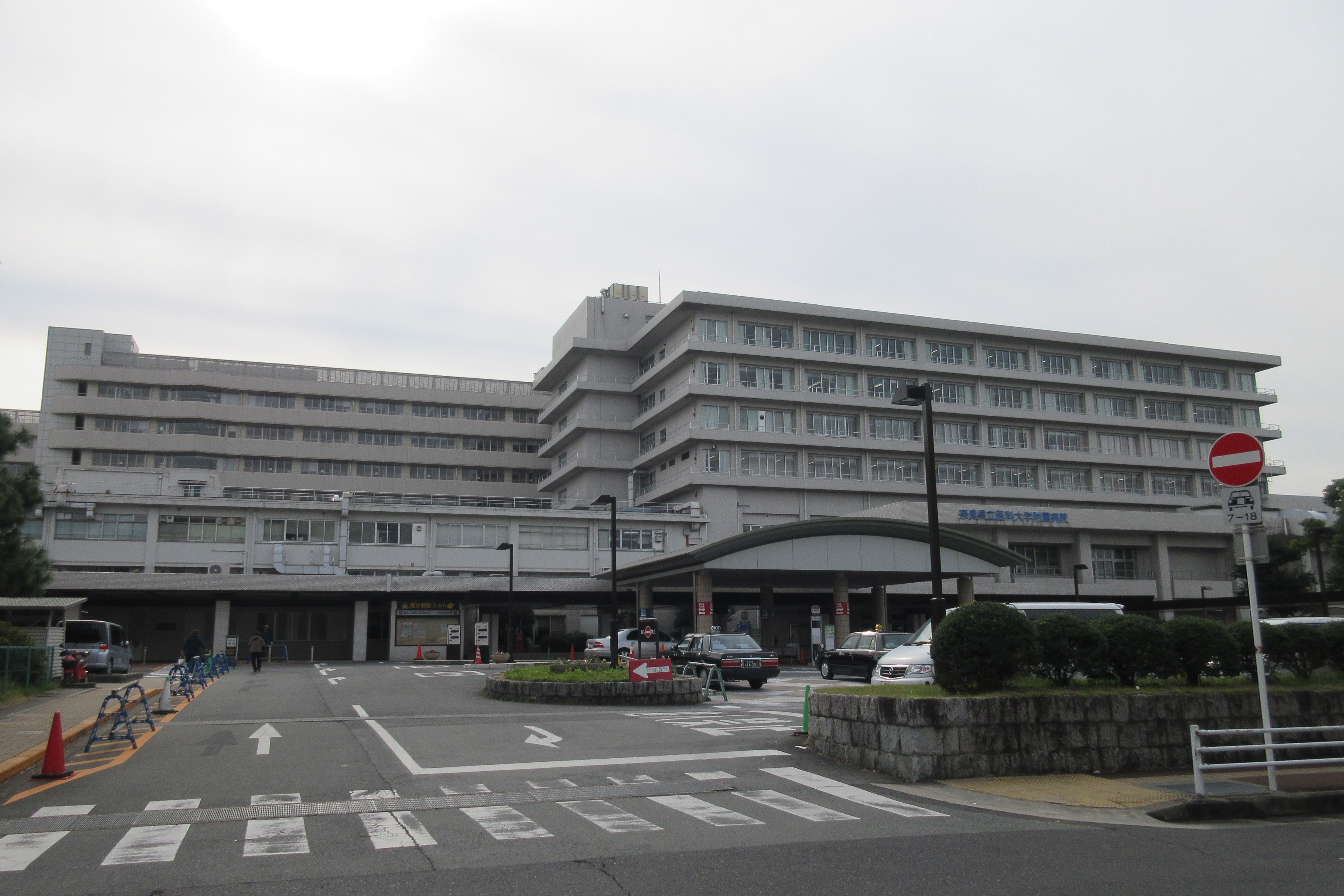
Bệnh viện Đại học Y Nara, nơi Abe được tuyên bố là đã chết.

Thủ tướng đương nhiệm của Nhật Bản, Kishida Fumio, đã gọi vụ ám sát là một "hành động không thể tha thứ" và một  "hành động theo chủ nghĩa man rợ đê tiện". Đề cập đến việc Abe bị bắn trong khi phát biểu vận động tranh cử cho một thành viên Tham Nghị viện, Kishida cũng đã lên án vụ ám sát là một cuộc tấn công chống lại nền dân chủ Nhật Bản và thề nguyện sẽ bảo vệ một cuộc bầu cử tự do và công bằng "bằng mọi giá".
Thống đốc Tokyo, Koike Yuriko, trước khi Abe chết đã tuyên bố rằng "...bất kể lý do là gì, một hành động đáng khinh như vậy hoàn toàn không thể được tha thứ. Nó là một sự lăng mạ chống lại dân chủ." Shii Kazuo, chủ tịch Đảng Cộng sản Nhật Bản, đã gọi vụ ám sát là "man rợ", và gọi nó là một cuộc tấn công chống lại ngôn luận tự do bằng hành vi khủng bố trong một bài viết trên Twitter. Taniguchi Tomohiko, một cựu cố vấn của Abe, đã so sánh cái chết của ông với vụ ám sát John F. Kennedy về mặt tác động xã hội có thể xảy ra ở Nhật Bản.
Onizuka Tomoaki, trưởng cảnh sát tỉnh Nara, thừa nhận những mối bất cập về an ninh tại sự kiện chính trị nơi Abe bị giết, và cam kết sẽ xác định và giải quyết những sai sót này.
Mạng lưới Luật sư Quốc gia Chống Buôn bán Tâm linh, đã tổ chức họp báo sau khi Abe bị ám sát. Các luật sư của hiệp hội, sau khi gửi lời chia buồn đến Abe, chỉ ra rằng trước đó hiệp hội đã phàn nàn về việc Abe liên tục gửi thông điệp chúc mừng đến các sự kiện của Giáo hội Thống Nhất. Họ trước đó đã yêu cầu các chính trị gia Nhật không tham dự các sự kiện hoặc gửi lời chúc mừng đến Giáo hội Thống Nhất. Họ chỉ ra rằng trong hơn 30 năm, Abe và các chính trị gia và các quan chức Nhật Bản khác đã không có hành động đối với Giáo hội Thống Nhất.
Vào ngày 11 tháng 7, nội các của Kishida đã quyết định trao tặng Abe Tiểu Hạng Nhất (Ju Ichi'i (従一位)), cũng như Vòng đeo của Huân chương Hoa cúc Tối cao và Đại thụ chương của Huân chương Hoa cúc Tối cao (Dai Kun'i Kikkashō Keishoku (大勲位菊花章頸飾)) (Dai Kun'i Kikka Daijushō (大勲位菊花大綬章)) có hiệu lực vào ngày 8 tháng 7, làm cho Abe trở thành cựu thủ tướng thứ tư kể từ khi Nakasone Yasuhiro được phong Vòng đeo theo Hiến pháp hiện hành.

### Quốc tế
Sau vụ ám sát của Abe, nhiều đại biểu từ một loạt các quốc gia, bao gồm cả các nhà lãnh đạo và cựu lãnh đạo, đã gửi lời chia buồn đến ông.
Anthony Albanese, Thủ tướng Úc, nhận xét rằng Abe "là một trong những người bạn thân thiết nhất của Úc trên thế giới", và rằng dưới sự lãnh đạo của ông, Nhật Bản đã tiến lên thành "một trong những đối tác có chung nhiều chí hướng nhất của Úc ở châu Á—một di sản còn trường tồn đến ngày hôm nay". Albanese cũng đã đề cập đến những đóng góp trong chính sách đối ngoại của Abe, nói thêm rằng "Bộ Tứ và Hiệp định Đối tác Toàn diện và Tiến bộ xuyên Thái Bình Dương, xét theo nhiều phương diện, là kết quả của sự lãnh đạo đối ngoại của ông". Albanese nói rằng di sản của Abe là "một di sản tác động toàn cầu, và là một di sản tích cực và sâu sắc đối với Úc". Các cột mốc ở Melbourne, Adelaide, Sydney và Perth được thắp sáng màu đỏ và trắng, và cờ được treo rủ nửa cột vào ngày tang lễ.
Nhiều ngày quốc tang được công bố ở Bangladesh, Brazil, Ấn Độ, Nepal, Bhutan, Campuchia, Cuba và Sri Lanka, với bốn quốc gia treo cờ rủ nửa cột vào những ngày quốc tang tương ứng. Ở Bangladesh, một ngày quốc tang đã được tuyên bố vào ngày 9 tháng 7. Jair Bolsonaro, Tổng thống Brazil, đã ra lệnh quốc tang ba ngày ở Brazil, nơi có số người gốc Nhật lớn nhất thế giới ở ngoài Nhật Bản. Thủ tướng Ấn Độ Narendra Modi tuyên bố Ấn Độ sẽ tổ chức ngày quốc tang vào ngày 9 tháng 7; phản ứng của Modi được một số người coi là rất mang tính cá nhân so với các nhà lãnh đạo thế giới khác, đặc biệt là vì bài phát biểu của ông xưng hô với cựu Thủ tướng là "Abe-san". Chính phủ Nepal đã quyết định tuyên bố ngày 9 tháng 7 là ngày quốc tang treo cờ rủ nửa cột, cũng như Bhutan. Thủ tướng Campuchia tuyên bố ngày 10 tháng 7 là ngày quốc tang với cờ treo rủ nửa cột và các địa điểm vui chơi giải trí phải đóng cửa. Cuba tuyên bố ngày 11 tháng 7 là ngày quốc tang, với cờ treo rủ nửa cột. Vào ngày 12 tháng 7, Sri Lanka đã tổ chức một ngày quốc tang với cờ treo rủ nửa cột trên các tòa nhà chính phủ. Tuy ngày quốc tang không được công bố chính thức tại Thái Lan, chính phủ đã treo cờ rủ nửa cột vào ngày 8 tháng 7 và Thủ tướng Thái Prayut Chan-o-cha đã đến thăm Đại sứ quán Nhật ở Băng Cốc để đích thân tỏ lòng thành kính.
Tổng thống Hoa Kỳ Joe Biden ra lệnh treo cờ Hoa Kỳ rủ nửa cột cho đến ngày 10 tháng 7 năm 2022, và đến thăm đại sứ quán Nhật để ký sổ chia buồn. Ngoại trưởng Antony Blinken đã dừng chân đột xuất tại Tokyo theo yêu cầu của Tổng thống Biden, trên đường từ Hội nghị thượng đỉnh G20 tới Mỹ, sau đó gặp Thủ tướng Kishida để gửi lời chia buồn và chia sẻ những bức thư mà Tổng thống Biden đã tự tay viết cho gia đình Abe. Bộ trưởng Ngân khố Janet Yellen đã hủy chuyến thăm của mình đến cảng Yokohama trong chuyến thăm Nhật Bản đã được lên lịch trước khi Abe bị ám sát. Yellen, cùng với Đại sứ tại Nhật Bản Rahm Emanuel, đã đến dự lễ tụ tập canh xác của Abe tại chùa Zōjō-ji vào ngày 11 tháng 7. Tại Mỹ, các thành viên của cả hai Đảng Dân chủ và Cộng hòa đã bày tỏ lòng tôn kính đối với Thủ tướng Abe.
Hội đồng Châu Âu phát hành một tuyển tập hình ảnh và video để tưởng nhớ Abe, bao gồm những lần ngoại giao của cựu thủ tướng với các nhà lãnh đạo trên khắp Liên Âu.
Trong một tuyên bố chung, các nhà lãnh đạo của Bộ Tứ, bao gồm Úc, Ấn Độ và Hoa Kỳ nói rằng tổ chức này sẽ gấp đôi công cuộc của nó, hướng tới "một khu vực hòa bình và thịnh vượng" để vinh danh Abe. Nhà Trắng nói thêm rằng rằng Abe đóng một vai trò quan trọng trong việc thành lập quan hệ đối tác Bộ Tứ và làm việc không ngừng nghỉ để thúc đẩy một tầm nhìn chung cho một Ấn Độ Dương–Thái Bình Dương tự do và rộng mở. Trong tuyên bố chính thức của ông về vụ ám sát, thủ tướng Canada Justin Trudeau đã tán thành những lời kêu gọi của Bộ Tứ.
Tổng thống Đài Loan Thái Anh Văn tuyên bố rằng Đài Loan sẽ tổ chức quốc tang vào ngày 11 tháng 7, với lá cờ Đài Loan treo rủ nửa cột. Tòa tháp Đài Bắc 101 cũng chiếu sáng nhiều thông điệp thương tiếc trước cái chết của Abe. Lại Thanh Đức, Phó Tổng thống Đài Loan, đã đến thăm nơi ở của Abe với tư cách là đặc phái viên của Tổng thống Thái Anh Văn để tưởng nhớ Abe, cùng với Frank Hsieh, đặc phái viên của Đài Loan tại Nhật Bản, vào ngày 11 tháng 7. Thái Anh Văn trở thành quan chức cấp cao nhất của Đài Loan đến thăm Nhật Bản trong 50 năm sau khi Nhật Bản cắt đứt quan hệ ngoại giao với Trung Hoa Dân Quốc vào năm 1972.